# Павло Санґушко
Павло Франсуа Роман Санґушко (порт. Paulo Sangusko, Paulinho Sanguszko, фр. Paul François Roman Sanguszko) (нар. 16 січня 1973, Сан-Паулу, Бразилія) — князь, єдиний представник родини Санґушків по чоловічій лінії, бізнесмен. Вважається спадкоємцем великого князя Гедиміна, претендентом на литовський великокняжий престол. Президент Дому Санґушків польської культури (порт. Casa Sangusko de Cultura Polonesa) в Сан-Паулу.

## Життєпис
Син князя Петра Антонія Самуеля Санґушка (1937—1989) і маркізи Клавдії Анни Єлизавети де Ройс д'Ешанделіс («Йомі») (нар. 1939), онук Романа Владислава Антонія Санґушка (1901—1984), правнук Євстахія Станіслава Санґушка (1842—1903), єдиний живий представник родини Санґушків по чоловічій лінії.
Народився і виховувався у Бразилії, мешкає почергово у Бразилії і Франції. Після політичних перемін 1989 року відвідав батьківщину своїх предків — Польщу. Намагаючись вирішити правові питання націоналізованих після Другої світової війни маєтків своєї родини, встановив шерег контактів.
Удостоєний звання почесного мешканця міста Тарнова (надане 1990 року).
У 2002 році передав Ягелонській бібліотеці в Кракові т. зв. бібліотеку князів Санґушків.
8 березня 2005 року нагороджений президентом Польщі Олександром Кваснєвським хрестом кавалера Ордену Заслуги Республіки Польща.
В серпні 2006 року Павло Санґушко разом з своєю матір'ю відвідав колишні маєтності своєї родини в Україні, зокрема Підгорецький замок і руїни палацу в Ізяславі.
8 листопада 2006 року в Королівському замку у Варшаві удостоєний титулу «Меценат культури» як лауреат конкурсу Меценат культури 2006 організованого міністром культури і національної спадщини Казимиром Міхалом Уяздовським.
12 червня 2008 року отримав паспорт громадянина Польщі особисто з рук міського голови Тарнова Ришарда Сцігала.
У 2010 році Павло Санґушко одружився з Севериною Ялонґо (дочка італійського бізнесмена і італійської аристократки — маркізи де Бельвіль). 27 квітня у Монако відбувся цивільний шлюб, а 8 травня в каплиці замку Гайлефонтен у Нормандії (Франція) мала місце церковна церемонія. З тієї нагоди відправлено меси в костелі капуцинів на Краківському передмісті в Любліні і парафіяльному костелі Тарнова — Клікові. Благословення для новоствореного подружжя переказав папа Бенедикт XVI.
17 вересня 2010 року у подружжя народилася перша дитина, дочка, Олімпія Санґушко.
4 жовтня 2010 року польський суд відхилив позов Павла Санґушка, за яким він вимагав повернення чергових речей, які були націоналізовані ПНР і нині становлять більш ніж 11-тисячну колекцію Тарнівського окружного музею. З цього приводу, в коментарі для мас-медій, директор музею Адам Бартош, відповідач на процесі, зазначив: «Не буду приховувати, що ті речі були відібрані у Санґушків протиправно, але у світлі зобов'язуючого права немає можливості, щоб їх їм повернути.» Це був другий подібний позов Павла Санґушка, за попереднім, 2005 року, йому вдалося повернути у власність шість речей, чотири з яких він одразу подарував для музею, а дві інші залишив у депозит.

## Мережні ресурси
- Князі Санґушки відвідали Україну, 2006 рік [Архівовано 24 жовтня 2013 у Wayback Machine.] (Перевірено 20 листопада 2011)
- Потомки князя Санґушка досліджують Волинь [Архівовано 19 жовтня 2013 у Wayback Machine.] (Перевірено 20 листопада 2011)
- Gedimino ainis jau matuojasi valdovo karūną[недоступне посилання з липня 2019] (лит.) (Перевірено 20 листопада 2011)
- Príncipe Paulo Sanguszko, Séverine Ialongo e Murilo Lomas. Foto: Gabriela Bueno (Перевірено 20 листопада 2011)
- Paulinho Sanguszko e Séverine Lalongo[недоступне посилання з квітня 2019] (Перевірено 9 березня 2012)
- Carol Vogel. Inside Art (англ.) (Перевірено 20 листопада 2011)
- Sanguszkowie odwiedzili Lubartów [Архівовано 15 листопада 2011 у Wayback Machine.] (пол.) (Перевірено 20 листопада 2011)
- Tarnów: książe Sanguszko opuścił salę rozpraw z pustymi rękami! [Архівовано 7 жовтня 2010 у Wayback Machine.] (пол.) (Перевірено 20 листопада 2011)